# Örarna (Finström, Åland)
Örarna är skär i Åland (Finland). De ligger i den västra delen av landskapet, 19 km norr om huvudstaden Mariehamn.
Terrängen runt Örarna är platt. Havet är nära Örarna norrut. Närmaste större samhälle är Jomala, 14,3 km sydost om Örarna. 